# Кунья-Байша
Кунья-Байша (порт. Cunha Baixa)  —  район (фрегезия) в Португалии,  входит в округ Визеу. Является составной частью муниципалитета  Мангуалди. Находится в составе крупной городской агломерации Большое Визеу. По старому административному делению входил в провинцию Бейра-Алта. Входит в экономико-статистический  субрегион Дан-Лафойнш, который входит в Центральный регион. Население составляет 1133 человека на 2001 год. Занимает площадь 15,62 км².
Покровителем района считается Апостол Фома (порт. S. Tomé).